# Obeliscul Gheorghe Caranda din București
Obeliscul Gheorghe Caranda a fost inaugurat în anul 1935.
Monumentul este înscris sub numele Obelisc George Caranda în Lista monumentelor istorice 2010 - Municipiul București - la nr. crt. 2328, cod LMI B-III-m-B-20012.
Obeliscul este realizat din granit și păstrează pentru eternitate memoria aviatorului român. Pe partea frontală a soclului este dăltuită următoarea inscripție:
| LOCOTENENTULUI AVIATOR CARANDA GH. CARE LA NAȘTEREA AVIAȚIEI ROMÂNE A BOTEZAT-O PRIN SÂNGELE SĂU DE EROU 20 IUNIE 1912 |

Gheorghe Caranda (1894-1912) este primul aviator român mort într-un accident de aviație. Accidentul a avut loc pe un avion Farman (asamblat din piese aduse din Franța) la data de 20 aprilie 1912, pe câmpul de pilotaj de la Cotroceni.
Monumentul se află pe Bulevardul Iuliu Maniu nr. 1-3, sector 6, în imediata apropiere a Statuii geniului „Leul”.